# Cestovní pas České republiky

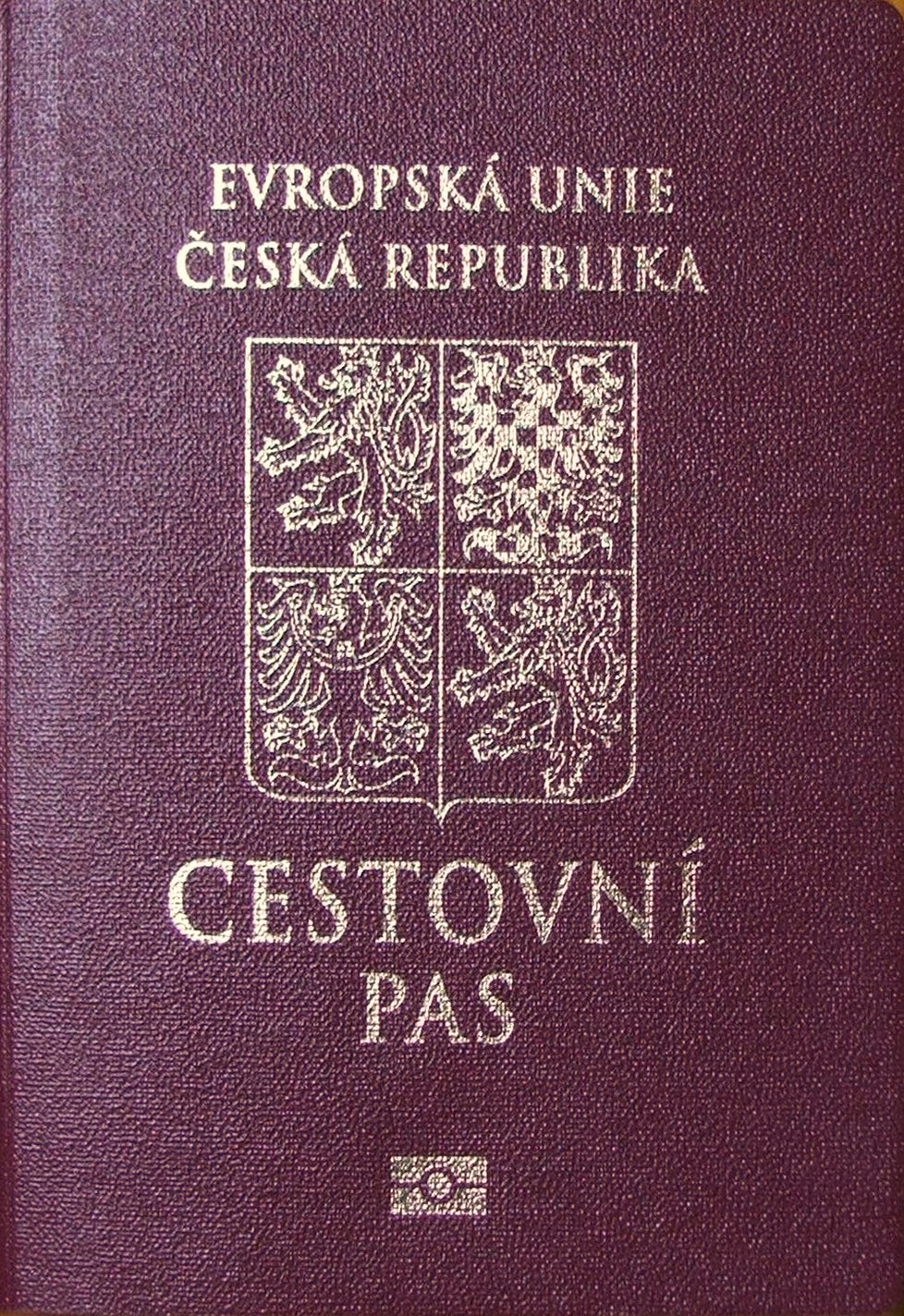
Český cestovní pas (vzor 2006)

Vízová povinnost českých občanů
Česká republika
Svoboda pohybu
Vízum není požadováno
Víza udělována při příjezdu
Elektronické vízum (eVisa)
Předem schválená víza při příjezdu
Víza požadována před příjezdem

Cestovní pas České republiky je na žádost vydán kterémukoliv občanu České republiky jako primární identifikační doklad pro cesty do zahraničí. Pas lze současně použít jako doklad potvrzující občanství a jako osobní doklad totožnosti při většině vnitrostátních úkonů vyžadujících předložení dokladu totožnosti. Pas, vydávaný Ministerstvem vnitra, zůstává majetkem státu a může být kdykoliv odebrán.[zdroj⁠?!] Občan je oprávněn mít více platných pasů současně. 
Platné cestovní pasy České republiky jsou vydávány na základě zákona č. 329/1999 Sb., o cestovních dokladech, ve znění pozdějších předpisů.
Při cestách v rámci Schengenského prostoru a do některých dalších států, se kterými má Česká republika uzavřenou příslušnou dohodu lze místo pasu použít také občanský průkaz.
Dalšími využívanými cestovními doklady Česka, resp. pasy, vedle Cestovního pasu České republiky (červený), jsou též: Diplomatický pas České republiky (černý), Služební pas České republiky (modrý). (Event. blíže též: Cestovní průkaz.)

## Kdo v Česku může o pas zažádat
- Občan starší 15 let, ale do doby zletilosti, tj. do 18 let, musí k žádosti přiložit písemný souhlas zákonného zástupce s jeho ověřeným podpisem. Podpis lze ověřit u orgánu, u něhož se podává žádost. Souhlas zákonného zástupce se nevyžaduje, pokud je jeho opatření spojeno s překážkou těžko překonatelnou.
- Zákonný zástupce za občana mladšího 15 let; místo zákonného zástupce může podat pěstoun, osoba, které byl občan mladší 15 let svěřen do péče, anebo ředitel zařízení pro výkon ústavní výchovy, které pečuje na základě soudního rozhodnutí o občana mladšího 15 let. Tyto osoby připojují k žádosti souhlas zákonného zástupce s jeho ověřeným podpisem. Souhlas zákonného zástupce se nevyžaduje, pokud je jeho opatření spojeno s překážkou těžko překonatelnou.
- Soudem určený opatrovník za občana, jehož svéprávnost je omezena tak, že není způsobilý k podání žádosti.
- Za občana staršího 15 let člen domácnosti, jehož oprávnění k zastupování občana bylo schváleno soudem.
- Úřad pro mezinárodně právní ochranu dětí, jde-li o osvojení občana mladšího 15 let do ciziny; jedná-li se o nezletilého občana staršího 15 let, dává tento úřad k žádosti souhlas.[5]

## ID stránka

### Obsahuje
- Fotografie držitele pasu
- Typ (P)
- kód (CZE)
- Číslo pasu
- 01 Příjmení
- 02 Křestní jména
- 03 Státní příslušnost ( Česká republika/Česká republika )
- 04 Datum narození
- 05 Pohlaví
- 06 Místo narození
- 07 Datum vydání
- 08 Platnost do
- 09 Autorita
- 10 Podpis držitele
- 11 Osobní č.

## Vzory pasů

### Cestovní pas bez strojově čitelných údajů

#### Cestovní pas vzor 1993
Vydáván od roku 1993 do 31. 3. 2000 s dobou platnosti 10 let
Datová strana je umístěna na zadní předsádce, fotografie je lepená a názvy položek jsou v českém a anglickém jazyce.

#### Cestovní pas vzor 1998
Vydáván
- od roku 2000 do 30. 6. 2000 s dobou platnosti 10 let,
- od 1. 7. 2000 do 31. 8. 2006 s dobou platnosti 1 rok,
- od 1. 9. 2006 do 31. 12. 2006 s dobou platnosti 6 měsíců, pro občany mladší 5 let s dobou platnosti 1 rok.

Datová strana je umístěna na zadní předsádce, fotografie je lepená a názvy položek jsou v českém a anglickém jazyce.

#### Cestovní pas vzor 2005
Vydáván
- od roku 2005 do 31. 8. 2006 s dobou platnosti 1 rok,
- od 1. 9. 2006 do 31. 12. 2009 s dobou platnosti 6 měsíců, pro občany mladší 5 let s dobou platnosti 1 rok.

Datová strana je umístěna na zadní předsádce, fotografie je lepená a názvy položek jsou v českém a anglickém jazyce.

#### Cestovní pas vzor 2007
Vydáván od února 2007 s dobou platnosti 6 měsíců, pro občany mladší 5 let s dobou platnosti 1 rok.
Datová strana je umístěna na zadní předsádce, fotografie je lepená a názvy položek jsou v českém a anglickém jazyce.

### Cestovní pas se strojově čitelnými údaji

#### Cestovní pas vzor 2000
Vydáván od 1. 7. 2000 do 15. 3. 2005 s dobou platnosti 10 let, občanům mladším 15 let s dobou platnosti 5 let
Datová strana je umístěna na zadní předsádce, podoba držitele je tištěná a názvy položek jsou v českém a anglickém jazyce.

#### Cestovní pas vzor 2005
Vydáván od 16. 3. 2005 do 31. 8. 2006 s dobou platnosti 10 let, občanům mladším 15 let s dobou platnosti 5 let
Datová strana je umístěna na straně č. 2, podoba držitele je tištěná a názvy položek jsou v českém, anglickém a francouzském jazyce. Na stranách č. 6 a 7 jsou uvedeny překlady názvů položek do 18 jazyků států Evropské unie a ruského jazyka.

#### Cestovní pas s biometrickými údaji vzor 2006
Vydáván od 1. 9. 2006 s dobou platnosti 10 let, občanům starším 5 let a mladším 15 let s dobou platnosti 5 let
Datová stránka je umístěna na všité polykarbonátové kartě, podoba držitele je vytvořena laserovou perforací a názvy položek jsou v českém, anglickém a francouzském jazyce. Na stranách č. 6 a 7 jsou uvedeny překlady názvů položek do 18 jazyků států Evropské unie a ruského jazyka.
Cestovní pas s biometrickými údaji vzor 2009
V březnu 2009 začala vycházet nová série obsahující otisky prstů z ukazováčku a palce každé ruky.

## Pod ochranou státu
Každý držitel českého pasu je v zahraničí pod ochranou České republiky:
| „                                     | Držitel českého cestovního pasu je pod ochranou České republiky. Všichni, jichž se to může týkat, se žádají, aby v případě potřeby poskytli držiteli tohoto pasu nezbytnou pomoc a ochranu podle mezinárodního práva. | “ |
| — Cestovní pas občana České republiky | |   |

V odůvodněných případech, například při ztrátě pasu v zahraničí, může Ministerstvo zahraničí vydat občanovi Cestovní průkaz k jednotlivé cestě s územní a časovou platností omezenou účelem cesty.

## Povinnost vrátit
Po skončení platnosti cestovního pasu (nebo po jeho zaplnění záznamy) je držitel povinen jej odevzdat (kterémukoliv orgánu příslušnému k jeho vydání).